# Huygens (rumsonde)
 For alternative betydninger, se Huygens. (Se også artikler, som begynder med Huygens)
Huygens rumsonden, opsendt af European Space Agency (ESA) og navngivet efter den nederlandske 1600-talsastronom Christiaan Huygens, er en atmosfærisk rumsonde båret til Saturns måne Titan som del af Cassini-Huygens-missionen.
Det kombinerede Cassini-Huygens rumfartøj blev opsendt fra jorden den 15. oktober 1997. Huygens separerede fra Cassini-orbiteren den 15. december 2004 og landede på Titan den 14. januar 2005 nær Xanadu Regio. Den landede på land (den blev også designet til at kunne lande på et hav). Hugyens sendte kun data tilbage til Cassini i yderligere 90 minutter, men har alligevel givet os megen vigtig information om Titan.